# Graf-Meran-Haus
Das Graf-Meran-Haus ist eine Schutzhütte des Österreichischen Touristenklubs in den Mürzsteger Alpen.
Das Gebäude befindet sich 150 Höhenmeter unterhalb der Hohen Veitsch auf einer Höhe von 1836 m ü. A. Bei der Hütte treffen sich der Nordalpenweg und der Nord-Süd-Weitwanderweg.
Die Hütte wurde im September 1880 eröffnet und mehrmals umgebaut und erweitert, 2013 wurde sie generalsaniert. Namensgeber ist Franz Graf von Meran, einziger Sohn Erzherzog Johanns und Anna Plochls.

## Aufstieg
- von der Brunnalm in 2 Stunden
- von Groß-Veitsch in 3½ bis 4 Stunden (Südseite)
- vom Niederalpl in 3 bis 3½ Stunden (Nordseite)
- von Mürzsteg in 4 Stunden über das Plateau in Ost-West-Richtung

## Gipfel
- Hohe Veitsch (1981 m) in ½ Stunde

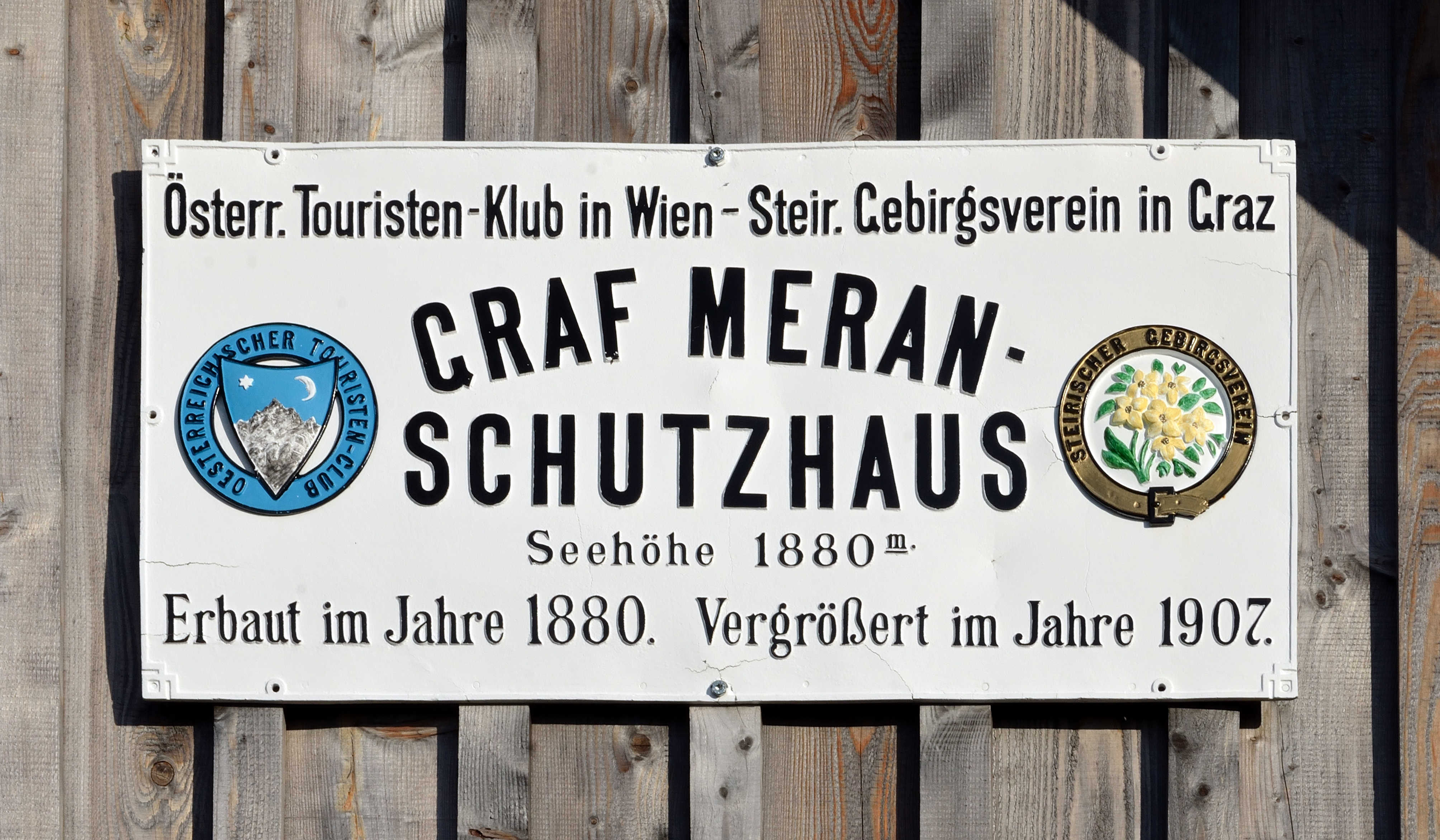
Hüttenschild
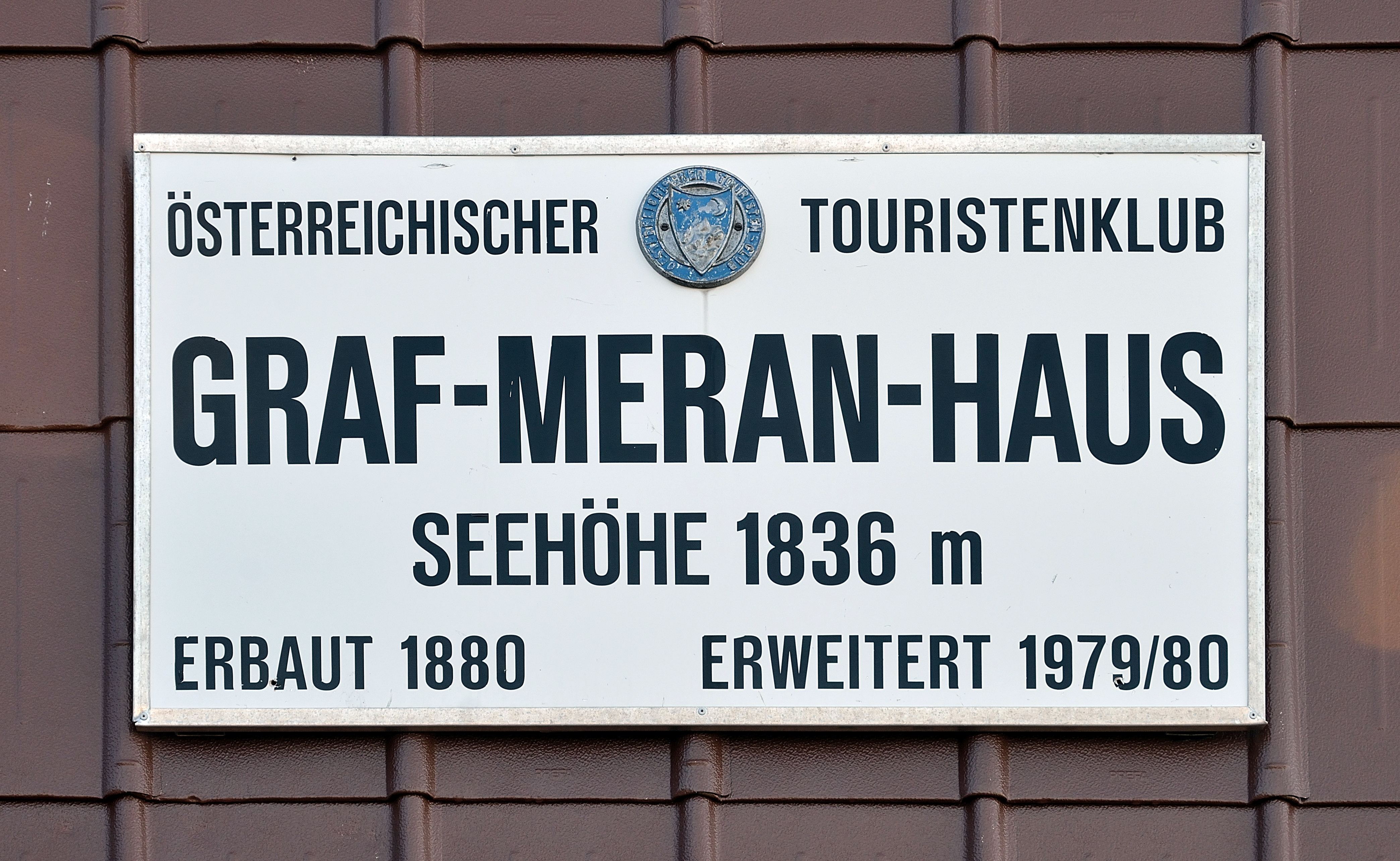
Neues Hüttenschild